# Luis Taruc
Luis Taruc (* 21. Juni 1913 in San Luis, Pampanga; † 4. Mai 2005 in Quezon City) war ein philippinischer Politiker. Von 1942 bis 1954 führte er die kommunistische Widerstandsbewegung Hukbalahap.
Taruc stammte aus bäuerlichen Verhältnissen. Als Student in Manila fand er Kontakt zu den kommunistischen Intellektuellen Pedro Abad Santos und Juan Felio und schloss sich der kommunistischen Bewegung an. 1942 wurde er Anführer der bäuerlichen Befreiungsbewegung Hukbalahap, die die japanischen Invasoren und zugleich die Großgrundbesitzer bekämpfte. Der Guerillakampf gegen die Japaner trug wesentlich zu deren Rückzug von den Philippinen 1945 bei. Der amerikanische Militärkommandant Douglas MacArthur erklärte die Hukbalahap jedoch für illegal und ließ Taruc verhaften. Taruc unterstützte 1946 die Präsidentschaftskandidatur von Sergio Osmeña und wurde ins Parlament gewählt, doch der gewählte Präsident Manuel Roxas erkannte seine parlamentarische Immunität nicht an. Deshalb floh Taruc in die Berge und setzte den Guerillakampf der Hukbalahap fort. Dabei ging es ihm auch um die Anerkennung der Hukbalahap-Leute als Befreiungskämpfer gegen die Japaner.
1954 erreichte der Journalist Benigno Aquino in Verhandlungen mit Taruc, dass dieser seinen Widerstand aufgab und die Hukbalahap die Waffen niederlegte. Taruc wurde zu zwölf Jahren Haft verurteilt. Nach seiner Haftentlassung setzte er sich weiter für eine Landreform zugunsten der Kleinbauern ein.
| Personendaten    | Personendaten                   |
| ---------------- | ------------------------------- |
| NAME             | Taruc, Luis                     |
| KURZBESCHREIBUNG | philippinischer Politiker       |
| GEBURTSDATUM     | 21. Juni 1913                   |
| GEBURTSORT       | San Luis, Pampanga, Philippinen |
| STERBEDATUM      | 4. Mai 2005                     |
| STERBEORT        | Quezon City                     |